# Cedalió
Cedalió (en grec antic Κηδαλίων) va ser, segons la mitologia grega, el mestre del déu Hefest a Lemnos, el que va ensenyar-lo a forjar i a treballar els metalls.
Després del naixement d'Hefest, la seva mare Hera el va confiar a Cedalió, que vivia a Naxos, i era conegut pels seus dots d'artesà amb el ferro. Cedalió ensenyà al déu el seu art i la seva tècnica.
Va ser també Cedalió qui va ajudar Orió, que s'havia quedat cec. Quan Enopió va cegar Orió, perquè aquest, borratxo, havia violat la seva filla Mèrope, Orió se'l va posar sobre les espatlles i li va demanar que el guiés de cara al sol de llevant. Hèlios, al sortir, el va curar.